# Arsenal de Benicia
Benicia Arsenal
L’arsenal de Benicia (1851-1964) et les casernes de Benicia (Benicia Barracks, 1852-66) font partie d'une grande réserve militaire située près de la baie de Suisun à Benicia en Californie. Pendant plus de cent ans, l'arsenal a été l'installation principale de l'ordonnance de l'armée des États-Unis.
En 1847, une parcelle de 252 acres (102 ha) de terrain adjacent aux limites de la ville de Benicia vers l'est est acquise pour y installer une réserve militaire. La première occupation du poste a lieu le 9 avril 1849, lorsque deux compagnies du 2nd Infantry Regiment (en) installent un camp pour fonder les casernes de Benicia, qui accueillent aussi le 3rd Artillery Regiment (en). En 1851, après l'exhortation du général Persifor F. Smith, le premier dépôt de ravitaillement de l'ordonnance dans l'ouest est créé à Benicia. En 1852, il est nommé « arsenal de Benicia ». Parmi les personnalités militaires notables qui y ont stationné à cette époque, on retrouve, entre autres, Ulysse S. Grant, Edward Ord et Joseph Hooker.
Les sols de l'arsenal de Benicia sont aussi connus pour avoir été l'écurie du seul corps des chameaux (en) de l'armée. Le corps des chameaux, de courte durée, est dissous en 1863, mais les écuries de chameaux, construites en 1855, subsistent et sont maintenant le musée historique de Benicia.
L'arsenal de Benicia est une zone de regroupement pendant la guerre de Sécession pour les troupes de l'armée de l'Union dans l'ouest, et l'installation un poste de garnison jusqu'en 1898 lorsque les troupes sont affectées en Philippines pendant la guerre hispano-américaine. Pendant la première guerre mondiale, l'arsenal de Benicia fournit le soutien en armes et munitions à toutes les grandes installations de l'armée dans les États de l'Ouest ainsi que le ravitaillement en matériels de l'ordonnance aux forces expéditionnaires américaines en Sibérie.

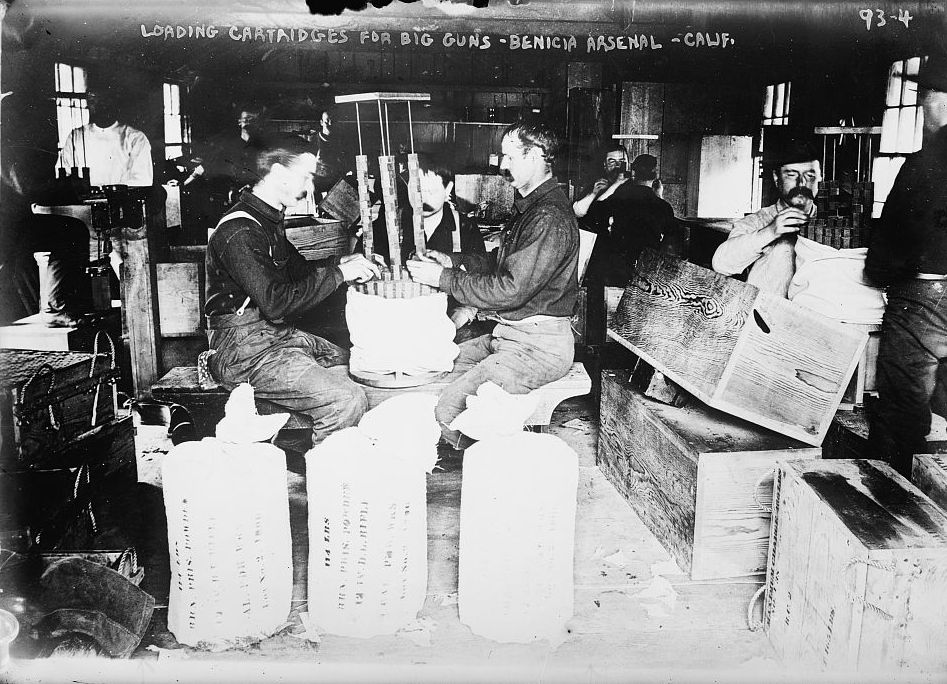
Ouvriers chargeant des cartouches pour des gros fusils à l'arsenal

Dans les 24 heures suivant l'attaque de Pear Harbor, un convoi de 125 camions est chargé et expédié de l'arsenal de Benicia, laissant ses stocks de munitions d'armes de petit calibre, et d'explosifs complètement épuisé. Au cours de la guerre, l'arsenal ravitaille les ports avec des armes, de l'artillerie, des pièces de rechange, du ravitaillement et des outils. De plus, l'arsenal répare 14 343 paires de jumelles, fabrique 180 000 petits ustensiles pour des tanks et des armes, et répare environ 70 000 montres. Néanmoins, l'arsenal est plus célèbre pour avoir fourni les munitions au lieutenant-colonel Jimmy Doolittle pour le premier bombardement aérien de Tokyo le 18 avril 1942, lancé à partir de l'USS Hornet.

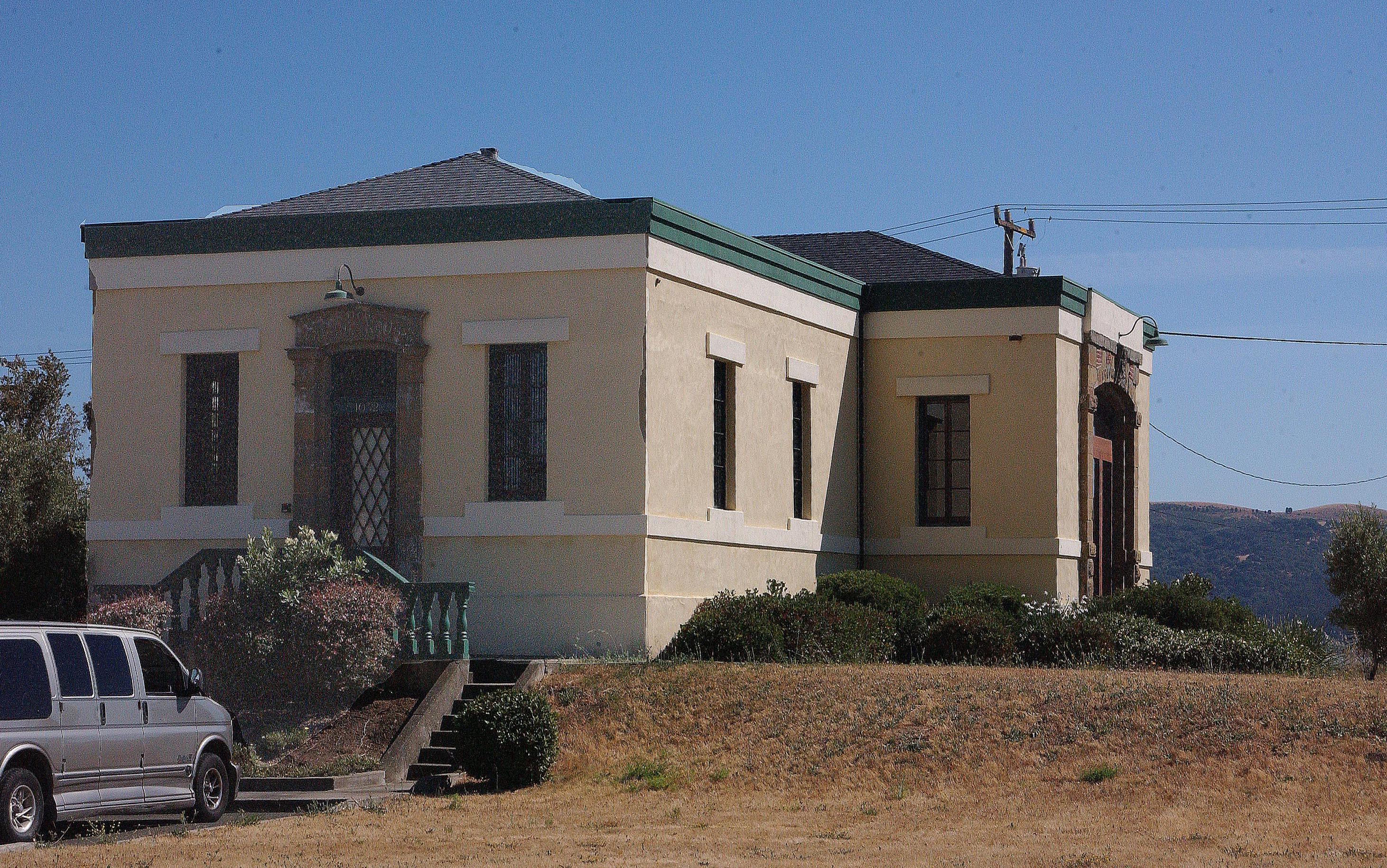
Corps de garde

Avant 1940, l'arsenal emploie 85 employés civils ; en octobre 1942, les effectifs atteignent 4 545. Le manque de main d’œuvre oblige le commandant de l'arsenal à mettre 250 italiens  et 400 allemands, prisonniers de guerre, au travail, ainsi que 150 jeunes de l'autorité de la jeunesse de Californie (en). Les femmes forment près de la moitié des employés civils. Pendant la guerre de Corée, le nombre de civils atteint le pic historique de 6 700 ouvriers.
L'arsenal de Benicia est désactivé en 1963, et l'installation est fermée en 1964. L'arsenal est reconverti en espace de travail et de vente pour les artistes et les artisans.
Le récipiendaire de la médaille d'honneur John H. Foley (en) est enterré dans le cimetière de l'arsenal.